# A Night at the Opera (musikalbum av Queen)
A Night at the Opera är det fjärde studioalbumet av den brittiska rockgruppen Queen, utgivet 21 november 1975 i Storbritannien och 2 december i USA. Albumet spelades in mellan augusti och november 1975 i Sarm East, Olympic, Rockfield, Scorpio, Lansdowne och Roundhouse Studios. Liksom de tre föregående albumen producerades detta av Queen tillsammans med Roy Thomas Baker.
Albumet var gruppens första att nå den brittiska albumlistans förstaplacering. I USA nådde albumet plats fyra på Billboard 200, vilket vid tidpunkten var gruppens bästa placering i USA. Freddie Mercurys låt Bohemian Rhapsody släpptes 31 oktober 1975 och blev Queens första singeletta i Storbritannien. Basisten John Deacons låt You're My Best Friend gavs också ut som singel och nådde plats sju.
På detta album bröt gruppen mönstret med att ha en låt skriven av Brian May som öppningsnummer. Mercury skrev liksom de tidigare albumen flest låtar, fem av de tolv låtarna skrevs av honom. Brian May kom därnäst med fyra låtar, medan Roger Taylor och John Deacon stod för en låt var. Bandet avslutade albumet med ett gitarrarrangemang av Storbritanniens nationalsång, God Save the Queen.

## Namnet
Namnet är taget från en film av Bröderna Marx, Galakväll på Operan (A Night at the Opera), precis som uppföljaren A Day at the Races. 2006 gjordes en dokumentär om inspelningen av albumet i serien Classic Albums.

## Låtlista
| 1. | Death on Two Legs (Dedicated to...) | Mercury | 3:43 |
| 2. | Lazing on a Sunday Afternoon        | Mercury | 1:07 |
| 3. | I'm in Love with My Car             | Taylor  | 3:05 |
| 4. | You're My Best Friend               | Deacon  | 2:52 |
| 5. | '39                                 | May     | 3:31 |
| 6. | Sweet Lady                          | May     | 4:03 |
| 7. | Seaside Rendezvous                  | Mercury | 2:15 |

| 1. | The Prophet's Song | May            | 8:21 |
| 2. | Love of My Life    | Mercury        | 3:39 |
| 3. | Good Company       | May            | 3:23 |
| 4. | Bohemian Rhapsody  | Mercury        | 5:55 |
| 5. | God Save the Queen | Trad. arr. May | 1:18 |

## Medverkande
- Freddie Mercury — sång, piano
- Brian May — elgitarr, harpa, akustisk gitarr, sång, ukulele, koto
- John Deacon — elbas, kontrabas, elpiano
- Roger Taylor — trummor, percussion, sång

## Listplaceringar
| Titel                 | Listpositioner | Listpositioner | Listpositioner | Listpositioner | Listpositioner | Listpositioner | Listpositioner | Listpositioner | Listpositioner | Listpositioner | Listpositioner | Listpositioner |
| Titel                 | AUS            | AUT            | CHE            | ESP            | FRA            | GBR            | IRL            | NLD            | NOR            | PRT            | SWE            | USA            |
| --------------------- | -------------- | -------------- | -------------- | -------------- | -------------- | -------------- | -------------- | -------------- | -------------- | -------------- | -------------- | -------------- |
| A Night at the Opera  | -              | 9              | -              | 77             | -              | 1              | -              | -              | 4              | 23             | 10             | 4              |
| Bohemian Rhapsody     | 5              | 8              | 4              | -              | 15             | 1              | 1              | 1              | 4              | -              | 18             | 2              |
| You're My Best Friend | -              | -              | -              | -              | -              | 7              | 3              | 6              | -              | -              | -              | -              |